# Jessica Trengove
Jessica Trengove (née le 15 août 1987 à Naracoorte, Australie-Méridionale) est une athlète australienne, spécialiste des courses de fond.

## Biographie
Elle étudie l'école primaire de Naracoorte et à l'école secondaire de Naracoorte. Elle déménage à Adélaïde pour ses études. Elle fréquente l'Université de l'Australie du Sud de 2006 à 2009 où elle a obtient un baccalauréat en physiothérapie. Elle participe au netball de l'âge de neuf ans à l'âge de vingt et un ans. Elle a également joué au basket-ball, en compétition dans le sud-ouest de l'Australie. À partir de 2012, elle vit à Adélaïde où elle est physiothérapeute et instructrice. Son frère est joueur au Melbourne Demons, Jack Trengove. Trengove mesure 166 centimètres et pèse 52 kilogrammes.
Au Bay Run de 2010 elle termine première. Elle participe aux Championnats du monde de semi-marathon. Elle a couru son premier marathon en mars 2012, où elle a fixé un temps de qualification olympique A de 2 heures, 31 minutes. En 2012, son régime d'entrainement comprenait jusqu'à 160 kilomètres par semaine. Elle est sélectionnée pour représenter l'Australie aux Jeux olympiques d'été 2012 au marathon féminin. Elle était la troisième concurrente de l'athlète sud-australienne à se qualifier pour les Jeux. Elle a terminé le marathon olympique à la 39ème place avec un temps de 2:31:17, 8 minutes et 10 secondes. Elle est arrivée 22e dans le même événement aux Jeux olympiques de Rio de Janeiro en 2016 à l'heure de 2:31:44.
En 2015, elle remporte le marathon de Melbourne en 2 h 27 min 45 s.

## Palmarès

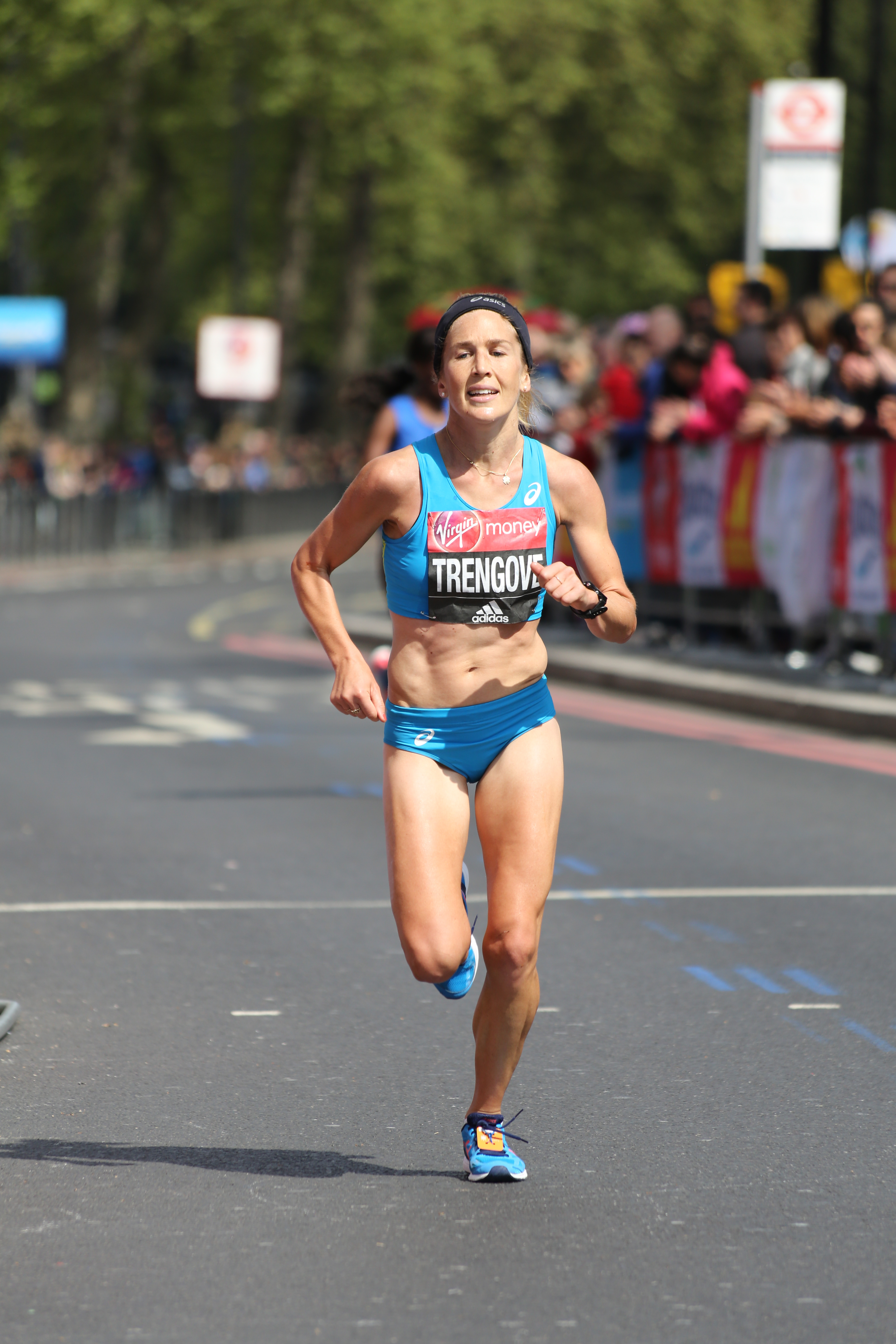
Jessica Trengrove lors du marathon de Londres en 2017

| Date | Compétition           | Lieu           | Résultat | Épreuve  | Temps               |
| ---- | --------------------- | -------------- | -------- | -------- | ------------------- |
| 2012 | Jeux olympiques       | Londres        | 39e      | Marathon | 2 h 31 min 17 s     |
| 2014 | Jeux du Commonwealth  | Glasgow        | 3e       | Marathon | 2 h 30 min 12 s     |
| 2015 | Marathon de Melbourne | Melbourne      | 1re      | Marathon | 2 h 27 min 45 s     |
| 2016 | Jeux olympiques       | Rio de Janeiro | 22e      | Marathon | 2 h 31 min 44 s     |
| 2017 | Marathon de Londres   | Londres        | 10e      | Marathon | 2 h 27 min 1 s (PB) |
| 2018 | Jeux du Commonwealth  | Gold Coast     | 3e       | Marathon | 2 h 34 min 9 s      |
| 2022 | Jeux du Commonwealth  | Birmingham     | 1re      | Marathon | 2 h 27 min 31 s     |

## Records
| Épreuve       | Performance     | Date            | Lieu       |
| ------------- | --------------- | --------------- | ---------- |
| 1 500 m       | 4 min 26 s 95   | 2 mars 2013     | Adélaïde   |
| 3 000 m       | 9 min 22 s 45   | 21 février 2015 | Adélaïde   |
| 5 000 m       | 15 min 54 s 81  | 16 février 2018 | Gold Coast |
| 10 000 m      | 32 min 17 s 67  | 2 mai 2015      | Palo Alto  |
| 5 km          | 16 min 21 s     | 2 novembre 2013 | Noosa      |
| 10 km         | 33 min 14 s     | 8 juillet 2012  | Sydney     |
| Semi-marathon | 1 h 10 min 59 s | 4 février 2018  | Marugame   |
| Marathon      | 2 h 27 min 1 s  | 23 avril 2017   | Londres    |